# Ferro de marcar

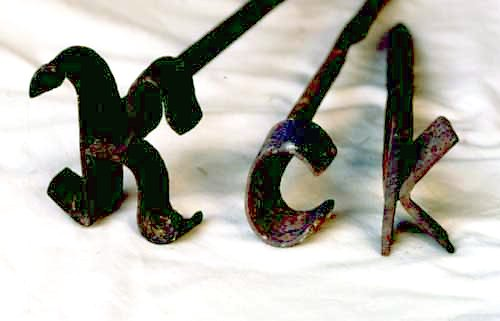
Ferros de marcar de 1910.

Un ferro de marcar s'utilitza per marcar, prement una forma metàl·lica roent contra un objecte o un bestiar amb la intenció de deixar una marca identificativa.

## Història
La història del marcatge està molt lligada a la història de l’ús d’animals com a mercaderia. El fet de marcar el bestiar amb un ferro roent per identificar la propietat comença en l'antiguitat amb els antics egipcis. El procés va continuar al llarg dels segles, entre altres llocs, a l'Antiga Roma que el van utilitzar també per marcar esclaus, hàbit continuat amb els esclaus a Amèrica.
Al lèxic anglès, la paraula germànica "marca" significava originalment qualsevol cosa calenta o roent, com ara una marca de foc, un pal roent. A l’edat mitjana europea, generalment identificava el procés de cremar una marca en un animal d’animals amb pells gruixudes, com ara bestiar boví, per tal d’identificar la propietat de l’animus revertendi. A Anglaterra, els drets del comú, inclòs el sistema de pastures comunes, significaven que el bestiar podia pasturar en determinades terres amb ple dret i el bestiar portava la marca del propietari, sovint la marca del senyor del county. Aquesta pràctica estava estesa a la majoria de països europeus amb grans regions de pasturatge de bestiar, incloent la península ibèrica.
Amb el colonialisme, moltes tradicions i tècniques de marcar bestiar es van estendre a través de l'Imperi espanyol a Amèrica del Sud i a països de l'Imperi Britànic, incloent les Amèriques, Australàsia i Sud-àfrica, on es van desenvolupar conjunts diferents de tradicions i tècniques, a cada país respectiu.
A les Amèriques aquests sistemes europeus van continuar amb la tradició anglesa que s'utilitza en la colònia de Nova Anglaterra i amb l'expansió cap a l'oest del sistema nord-americà L'espanyol evolucionat des del sud amb la tradició en el que avui és el sud-oest de Estats Units i el nord de Mèxic. El ferro de marcar consistia en una vareta de ferro amb un simple símbol o marca que s'escalfava al foc. Després que la ferro de marcar es posés encesa, la mà de vaca pressionava la planxa contra la pell de la vaca. La marca única significava que el bestiar propietat de diversos propietaris podia pasturar lliurement junts a la superfície comuna o al camp obert. Aleshores, els vaquers o els vaquers podrien separar el bestiar en el moment de la concentració per anar al mercat.

## Tipus de ferros de marcar
Els ferros de marcar presenten diversos estils, dissenyats principalment pel seu mètode d’escalfament.

### Escalfat al foc
El mètode tradicional escalfat pel foc encara s'utilitza avui en dia. Tot i que requereixen períodes més llargs per escalfar-se, els ferros de marcar aguanten la temperatura i per sota de les formes més avançades de marcar, són barats de produir i comprar. Els ferros de marcar escalfats al foc s'utilitzen per marcar fusta, bistecs, cuir, bestiar i plàstics.

### Elèctric
Els ferros de marca elèctrics utilitzen un element de calefacció elèctric per escalfar una ferro de marcar a la temperatura desitjada. Els ferros de marca elèctrics presenten moltes variacions, des dels ferros dissenyats per a la marca del bestiar, els ferros dissenyats per marcar la fusta i el cuir i els models dissenyats per col·locar-los dins d’una broca per a la fabricació. La temperatura d’un ferro de marca elèctrica es pot controlar augmentant o disminuint el flux d’electricitat.

### Propà
Els escalfadors de ferros de marcar de propà, utilitzen un flux continu de propà per escalfar l'extrem de ferro. S'utilitzen habitualment quan no hi ha electricitat disponible. Utilitzant el flux de propà, la temperatura es pot ajustar per a diferents entorns de marcatge.
Un escalfador de ferro de marcar fabricat comercialment funcionant amb gas LP és un mètode habitual per escalfar diversos ferros de marcar alhora.

### Marca criogènica
A diferència de la marca tradicional de ferro roent, la marca criogènica utilitza un ferro de marcar que s'ha refredat amb un refrigerant com ara gel sec o nitrogen líquid. En lloc de cremar una cicatriu a l’animal, la marca criogènica fa malbé les cèl·lules capil·lars que produeixen pigments, fent que el pèl de l’animal esdevingui blanc on s'ha aplicat la marca. Per aplicar una marca criogènica, el pelatge de l’animal s'afaita de manera que quedi exposada la pell nua i després s'aplica el ferro congelat a la zona nua durant un període que varia tant amb l'espècie animal com amb el color de la seva pell o pelatge: s'utilitzen períodes més curts en animals de color fosc, fet que fa que els fol·licles pilosos perdin tot color i torni a créixer com a pèl blanc. Es necessiten temps més llargs en animals amb capa blanca, ja ques'aplicar la marca el temps suficient per aturar permanentment el creixement del cabell a la zona de la marca i només queda epidermis.

## Ús popular

### Marcatge ramader
El marcatge ramader és potser l’ús més freqüent d’un ferro de marcar. L’ús modern inclou la calefacció de gas, el mètode tradicional per escalfar foc, una planxa escalfada per electricitat (planxa elèctrica per a bestiar) o una planxa super refrigerada per gel sec (planxa per congelació). El bestiar boví, el cavall i la resta de bestiar s'utilitzen habitualment per la mateixa raó que es feia a l’antiguitat, per demostrar-ne la propietat.

### Marcatge de fusta
Els treballadors de la fusta solen utilitzar planxes de marcar elèctriques o escalfades per foc per deixar la marca o el logotip de la seva empresa. Els palets de fusta i altres envasos d’exportació de fusta sovint es marquen amb aquest mètode d’acord amb la NIMF 15 per a indicar que la fusta ha estat tractada contra plagues.

### Marcatge de filets
Els aficionats a la barbacoa i els cuiners professionals utilitzen habitualment ferros de marcar per deixar una empremta que indiqui la qualitat d'un filet o per identificar el xef o el mestre de la graella.

### Marcatge de Cuir
Sovint, els fabricants d'arnesos de cavall utilitzen ferros de marcar en lloc d'un segell de cuir d'acer per indicar que es tracta d'un producte d'artesania.